# Patrick Pentz
Patrick Pentz (Salzburg, 2 januari 1997) is een Oostenrijks voetballer die als doelman speelt. In 2015 maakte hij de overstap van de jeugd van Austria Wien naar het eerste elftal.

## Clubcarrière
Pentz begon zijn carrière bij de jeugd van SV Bürmoos. Na een tussenstop bij Red Bull Salzburg maakte Pentz sinds 2013 deel uit van de jeugd van Austria Wien. In het seizoen 2015/16 werd hij als derde doelman opgenomen in het eerste elftal. Hij kreeg zijn debuut in de Bundesliga op laatste speeldag nadat de eerste twee doelmannen zich blesseerden. Pentz kon in de thuiswedstrijd tegen Sturm Graz de nul houden. De wedstrijd werd met 3–0 gewonnen. Op 28 september 2017 maakte Pentz zijn debuut in de Europa League. Op het veld van AEK Athene kwam Austria Wien niet verder dan een 2–2 gelijkspel.

## Clubstatistieken
| Seizoen     | Club         | Competitie  | Competitie | Competitie | Beker | Beker | Internationaal | Internationaal | Totaal | Totaal |
| Seizoen     | Club         | Competitie  | Wed.       | Dlp.       | Wed.  | Dlp.  | Wed.           | Dlp.           | Wed.   | Dlp.   |
| ----------- | ------------ | ----------- | ---------- | ---------- | ----- | ----- | -------------- | -------------- | ------ | ------ |
| 2015/16     | Austria Wien | Bundesliga  | 1          | 0          | 0     | 0     | —              | —              | 1      | 0      |
| 2016/17     | Austria Wien | Bundesliga  | 0          | 0          | 0     | 0     | —              | —              | 0      | 0      |
| 2017/18     | Austria Wien | Bundesliga  | 24         | 0          | 0     | 0     | 5              | 0              | 29     | 0      |
| 2018/19     | Austria Wien | Bundesliga  | 14         | 0          | 3     | 0     | —              | —              | 17     | 0      |
| Club totaal | Club totaal  | Club totaal | 39         | 0          | 3     | 0     | 5              | 0              | 47     | 0      |

Bijgewerkt op 20 november 2018

## Interlandcarrière
Pentz doorliep de jeugdploegen van het nationale elftal. Pentz werd op 7 juni 2024 door bondscoach Ralf Rangnick opgenomen in de Oostenrijkse selectie voor het EK 2024 in Duitsland. Oostenrijk werd groepswinnaar in een groep met Frankrijk, Nederland en Polen en werd in de achtste finales uitgeschakeld met een 1–2 nederlaag tegen Turkije. Pentz miste op het toernooi geen minuut aan speeltijd.
2 Gluhakovic ·
3 Jarjué ·
4 Jeggo ·
5 Demaku ·
6 Hahn ·
7 Sax ·
8 Zwierschitz ·
10 Grünwald ·
11 Pichler ·
13 Lucic ·
14 Monschein ·
15 Serbest ·
16 Prokop ·
17 Klein ·
18 Schoissengeyr ·
19 Yateke ·
20 Edomwonyi ·
22 Cavlan ·
23 Palmer-Brown ·
24 Borković ·
26 Turgeman ·
27 Ebner ·
28 Martschinko ·
30 Madl ·
32 Pentz ·
36 Fitz ·
39 Sarkaria ·
46 Handl ·
99 Kos ·
Coach: Ilzer
1 Lindner ·
2 Wöber ·
3 Trauner ·
4 Danso ·
5 Posch ·
6 Seiwald ·
7 Arnautović  ·
8 Prass ·
9 Sabitzer ·
10 Grillitsch ·
11 Gregoritsch ·
12 Hedl ·
13 Pentz ·
14 Querfeld ·
15 Lienhart ·
16 Mwene ·
17 Kainz ·
18 Schmid ·
19 Baumgartner ·
20 Laimer ·
21 Daniliuc ·
22 Seidl ·
23 Wimmer ·
24 Weimann ·
25 Entrup ·
26 Grüll ·
Coach: Rangnick